# Evangelische Pfarrkirche (Weisendorf)

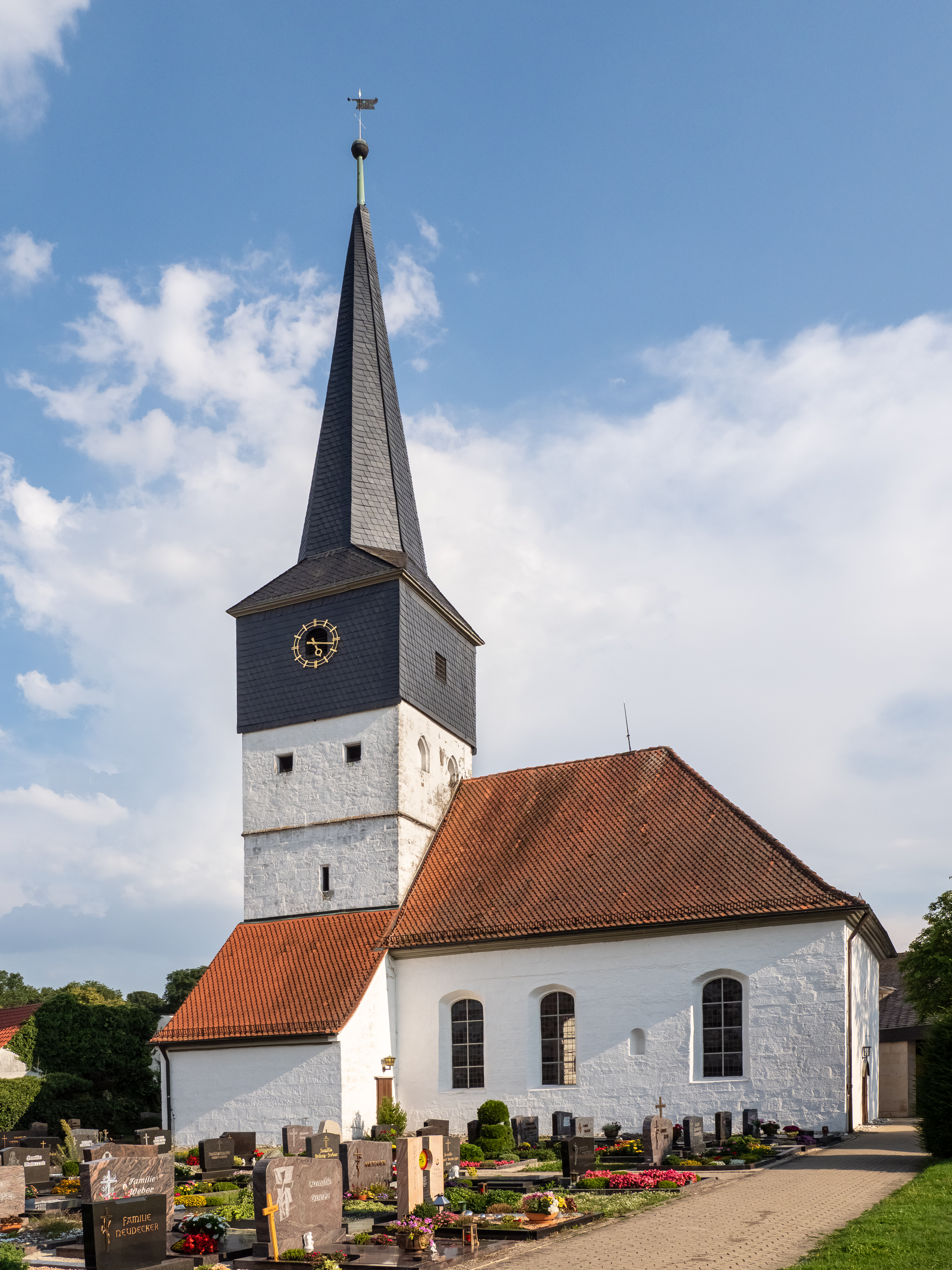
Evangelische Pfarrkirche (Weisendorf)

Die denkmalgeschützte, evangelisch-lutherische Pfarrkirche steht in Weisendorf, einem Markt im Landkreis Erlangen-Höchstadt (Mittelfranken, Bayern). Die Kirche ist unter der Denkmalnummer D-5-72-164-2 als Baudenkmal in der Bayerischen Denkmalliste eingetragen. Die Kirchengemeinde gehört zum Dekanat Erlangen im Kirchenkreis Nürnberg der Evangelisch-Lutherischen Kirche in Bayern.

## Baubeschreibung
Die Saalkirche wurde im 15. Jahrhundert erbaut. Sie besteht aus einem Langhaus, einem eingezogenen Chor im Osten und dem Chorflankenturm, einem ehemaligen Chorturm, an dessen Nordwand, der mit einem schiefergedeckten Geschoss aufgestockt, das die Turmuhr und den Glockenstuhl beherbergt, und mit einem achtseitigen Knickhelm bedeckt wurde. Das Erdgeschoss im Chorflankenturm ist mit einem Kreuzrippengewölbe überspannt, der Innenraum des Langhauses mit einem Spiegelgewölbe.

## Kirchenausstattung
Das ursprünglich über dem Altar platzierte Lutherporträt aus dem Jahr 1817 hängt jetzt an der Südwand. Nachdem 1884/85 das Langhaus mit einer großflächigen Deckenmalerei mit der Auferstehung Jesu Christi versehen wurde, reichte der Platz über dem Altar nicht mehr für das Lutherbild aus. Dafür musste die Kanzel an die Nord-Ost-Ecke des Langhauses verlegt werden, wo sie noch heute steht. Das Taufbecken von 1885 wurde im südlichen Chorraum aufgestellt, und später in den nördlichen verlegt. Im südlichen Chorraum stehen zwei Grabmäler für Friedrich Joachim und Hans von Seckendorff, begraben ist dort nur Hans. Die Orgel mit 11 Registern, 2 Manualen und einem Pedal wurde 1992 von Benedikt Friedrich gebaut.